# Micah Maʻa
Micah Kupono Maʻa (ur. 16 kwietnia 1997 w Kāneʻohe) – amerykański siatkarz, reprezentant kraju, grający na pozycji rozgrywającego i przyjmującego. 
Micah Maʻa nie tylko jest siatkarzem, również i piosenkarzem. Występuje pod pseudomimem Kama. Wypromował swoje teledyski pt. "Birds", "Tomorrow" i "April Showers".

## Sukcesy klubowe
Liga uniwersytecka NCAA:
- 2018

Puchar Turcji:
- 2023[8], 2024[9]

Mistrzostwo Turcji:
- 2024[10]
- 2023[11]

## Sukcesy reprezentacyjne
Mistrzostwa Ameryki Północnej, Środkowej i Karaibów Kadetów:
- 2014

Liga Narodów:
- 2019, 2023[12]

Mistrzostwa Ameryki Północnej, Środkowej i Karaibów:
- 2023[13]
- 2019

Puchar Świata:
- 2019

Igrzyska Olimpijskie:
- 2024[14]

## Nagrody indywidualne
- 2014: Najlepszy rozgrywający Mistrzostw Ameryki Północnej, Środkowej i Karaibów Kadetów
- 2018: Najlepszy rozgrywający ligi uniwersyteckiej NCAA w sezonie 2017/2018